# Schleswig-Holsteinische Gesellschaft für Zahn-, Mund- und Kieferheilkunde

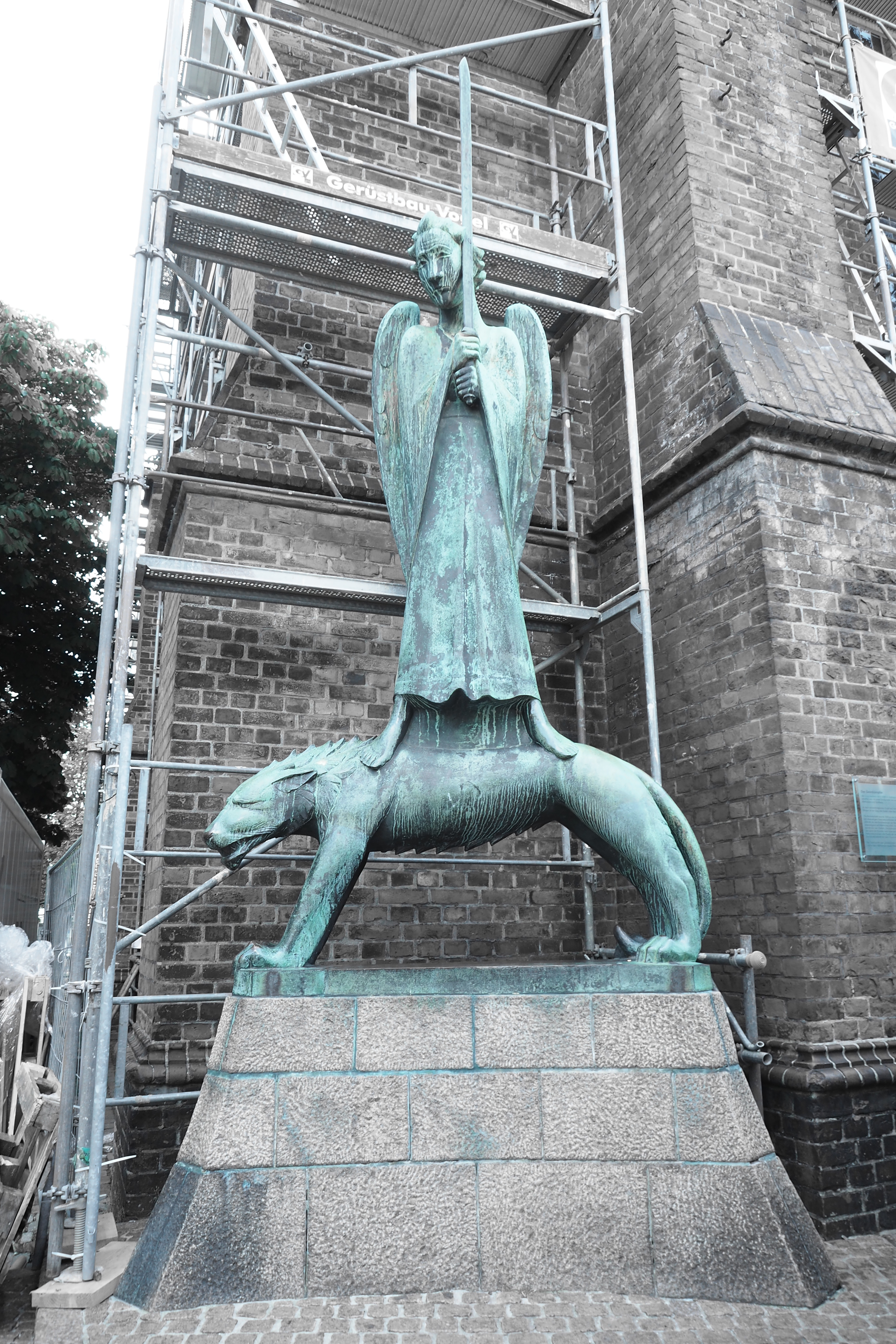
Der Geistkämpfer vor der Nikolaikirche in Kiel.

Die Schleswig-Holsteinische Gesellschaft für Zahn-, Mund- und Kieferheilkunde e. V. (SHGZMK) wurde 1950 in Kiel gegründet. Sie ist korporatives Mitglied der Deutschen Gesellschaft für Zahn-, Mund- und Kieferheilkunde.

## Ziele
Richtungsweisend für die aktuelle Arbeit sind die in der Satzung genannten Zwecke und Ziele:
- Förderung der Forschung.
- Verbreitung deutscher Forschungsergebnisse im In- und Ausland.
- Vermittlung wertvoller ausländischer Forschungsergebnisse.
- Zahnärztliche Fortbildung.
- Zusammenarbeit mit den im Bundesgebiet tätigen wissenschaftlichen Vereinigungen, Arbeitsgemeinschaften und Gesellschaften
- Vertretung der deutschen Erkenntnisse und Erfahrungen auf dem Gebiet der Zahn-, Mund- und Kieferheilkunde.

Die Gesellschaft umfasst zurzeit etwa 900 Mitglieder, von denen sich ein großer Teil zur jährlichen wissenschaftlichen Tagung trifft. Jeweils im Herbst werden Themen aus dem gesamten Gebiet der Zahn-, Mund- und Kieferheilkunde verhandelt. Auf wissenschaftlichem Hintergrund wird über klinisch relevante Fragen von fachlichen Referenten berichtet.

## Geschichte
Das heutige Bundesland Schleswig-Holstein entstand aus der gleichnamigen preußischen Provinz, die 1864 nach dem Deutsch-Dänischen Krieg geschaffen wurde. 11 Jahre später gründete sich der „Verein Schleswig-Holsteinischer Zahnärzte“, der dann durch die Nationalsozialisten aufgelöst wurde.
Die erste Anregung zur Gründung der Gesellschaft geht zurück auf das Jahr 1949. Sie ergab sich im Lauf des Zahnärztetages in Wiesbaden, der ersten Zusammenkunft der deutschen Zahnärzte nach dem Kriegsende. Bei dieser Tagung, die im Juli 1949, wenige Wochen nach dem Inkrafttreten des Grundgesetzes stattgefunden hat, bot sich die Möglichkeit, das Wiederaufleben der Deutschen Gesellschaft für Zahn-, Mund- und Kieferheilkunde (DGZMK) mit der Werbung von Mitgliedern in die Wege zu leiten.
Am Ende der Tagung umfasste die Mitgliederliste jedoch wenig mehr als 250 Namen – ein winziger Bruchteil der früheren Mitgliederzahl. Es schien notwendig, zur Förderung der Deutschen Gesellschaft regionale Kräfte einzusetzen. Die Universitätsklinik für Zahn-, Mund- und Kieferkrankheiten der Christian-Albrechts-Universität zu Kiel, die in Wiesbaden mit zwei Professoren vertreten war, übernahm diese Aufgabe für das Land Schleswig-Holstein, wobei mit Hermann Euler, dem Präsidenten der Deutschen Gesellschaft, die Gründung einer Tochtergesellschaft mit Sitz in Kiel abgesprochen worden war.
In Kiel waren die Voraussetzungen für die Gründung einer neuen wissenschaftlichen Gesellschaft wegen der prekären wirtschaftlichen Situation knapp ein Jahr nach der Währungsreform zunächst nicht günstig. Seit 1948 existierte aber an der Universität ein „Lehr- und Forschungsinstitut für Zahn-, Mund- und Kieferheilkunde“, das die Landesregierung auf Antrag der Medizinischen Fakultät der Universität Kiel gegründet hatte.
Die „Zahnklinik“ hatte sich seitdem darum bemüht, durch wissenschaftliche Veranstaltungen mit Vorträgen und Demonstrationen bei den vielfach überlasteten Praktikern das Interesse an der Vermittlung neuer Forschungsergebnisse zu fördern. Diese Bemühungen der Zahnklinik wurden durch die Zahnärztekammer Schleswig-Holstein hilfreich mit Mitteln für die Fortbildung unterstützt. Im Jahre 1950 ist es dann gelungen, mit einem Stamm von 150 Mitgliedern und dem Vorsitzenden Heinrich Hammer die neue „Schleswig-Holsteinische Gesellschaft für Zahn-, Mund- und Kieferheilkunde“ mit einem Kassenbestand von 3.000,- DM offiziell zu gründen. Die Gründungsurkunde auf Grund der Eintragung in das Vereinsregister beim Kieler Amtsgericht datiert vom 16. Mai 1951.
Die Satzung stimmte im Wesentlichen überein mit der damals gültigen Satzung der Deutschen Gesellschaft für Zahn-, Mund- und Kieferheilkunde, deren korporatives Mitglied unsere Gesellschaft mit ihrer Gründung geworden war. Die Satzung verpflichtet zur Förderung der Forschung, zur Veranstaltung wissenschaftlicher Tagungen und zur Abhaltung von Vorträgen und Kursen zum Zweck der Fortbildung auf dem Gebiet der Zahn-, Mund- und Kieferheilkunde.

### Fortbildung und Jahrestagungen
Die erste Tagung der SHGZMK fand vom 9.–10. September 1950 in Kiel statt. Der Vorsitzende Hammer wies darauf hin, dass nur die wissenschaftliche Arbeit verbunden mit der praktischen Tätigkeit und ärztlichem Denken zum Erfolg führen könne. Er verurteilte eine rein technische Ausübung der Zahnmedizin.
Die Zahl der Mitglieder stieg von anfangs 150 kontinuierlich an. Sie betrug 1960 500 Mitglieder und 1970 war sie auf 750 Mitglieder gestiegen. Heute umfasst die Gesellschaft fast 900 Mitglieder, mehrheitlich Zahnärzte aus Schleswig-Holstein.
Bis zum Jahre 1959 hat die Gesellschaft im Auftrage der Zahnärztekammer die gesamte Fortbildung ausgerichtet. Von der Fortbildungstätigkeit wurde 1959 die Gesellschaft entlastet, nachdem die Zahnärztekammer die Fortbildung unter ihre Regie nahm.
Seitdem erfährt die jeweils im Oktober abgehaltene Jahrestagung mit vorwiegend wissenschaftlichem Charakter ihre Ergänzung durch eine von der Zahnärztekammer alljährlich vor Pfingsten ausgerichtete Fortbildungsveranstaltung in Westerland auf der Insel Sylt. Die Kooperation beider Institutionen der schleswig-holsteinischen Zahnärzteschaft dokumentiert sich sowohl in den sich ergänzenden Programmen als auch darin, dass der jeweilige Kammerpräsident stellvertretender Vorsitzender der Gesellschaft war.
Auf den Jahrestagungen werden aktuelle Probleme im Gebiet der Zahn-, Mund- und Kieferheilkunde diskutiert, die neben zusammenfassenden Berichten entsprechender Kapazitäten über den jeweiligen Stand der Forschung einer Fachdisziplin informieren. Große Aufmerksamkeit widmet die Gesellschaft dem wissenschaftlichen Nachwuchs, der sich ihr mit Kurzvorträgen über die speziellen Arbeitsgebiete vor- und zur Diskussion stellt.
Die Kontaktpflege mit den anderen deutschen wissenschaftlichen Gesellschaften ist der Schleswig-Holsteinischen Tochter der „Deutschen“ ein besonderes Anliegen. Dafür zeugen Gemeinschaftstagungen, die beispielsweise mit der Arbeitsgemeinschaft für Kieferchirurgie, der Deutschen ARPA und der Deutschen Gesellschaft für Prothetische Zahnmedizin und Biomaterialien abgehalten wurden sowie die Gemeinschaftstagung mit der DGZMK anlässlich des 25. Jubiläums der Schleswig-Holsteinischen Gesellschaft 1975 in Kiel.

### Vorsitzende der Gesellschaft
Charakter und Ansehen der Gesellschaft wurden vor allem durch die jeweiligen Vorsitzenden geprägt. Hammer war von der Gründung an bis zu seiner Emeritierung 1960 Vorsitzender. Theo Spreter von Kreudenstein, der bis dahin als Schriftführer der Gesellschaft tätig war, trat seine Nachfolge an und richtete insgesamt 16 Tagungen aus. Besonders seinem unermüdlichen, beispielgebenden Engagement ist es zu verdanken, dass die schleswig-holsteinische Zahnärzteschaft sich schon in dieser Zeit durch ein wissenschaftlich fundiertes Basiswesen auszeichnete, das sie in die Lage versetzte, ihre fachliche Arbeit selbstkritisch zu überdenken.
Die Gesellschaft zeigte ihre Verbundenheit mit der neu errichteten Medizinischen Hochschule zu Lübeck, indem sie den dortigen Ordinarius für Mund-, Kiefer- und Gesichtschirurgie, Wolfgang Hoppe als Nachfolger von Spreter von Kreudenstein, der 1976 emeritierte, zum Vorsitzenden wählte. In Anerkennung seiner Verdienste wurde Spreter v. Kreudenstein von der Mitgliederversammlung zum Ehrenpräsidenten gewählt.
Hoppe leitete die Gesellschaft 14 Jahre, die ihre Jahrestagungen traditionell weiterhin in Kiel abhielt, um dann 1990 von Franz Härle, dem Ordinarius für Mund-, Kiefer- und Gesichtschirurgie in Kiel „beerbt“ zu werden. Auch Härle stand der Gesellschaft 14 Jahre vor und richtete gleich viele Jahrestagungen aus. Von Oktober 2004 bis September 2024 war Matthias Kern, Ordinarius für Zahnärztliche Prothetik, Propädeutik und Werkstoffkunde in Kiel, Vorsitzender der Gesellschaft. Im September 2024 hat Christian Graetz, Oberarzt für Parodontologie der Klinik für Zahnerhaltungskunde und Parodontologie am Universitätsklinikum Schleswig-Holstein - Campus Kiel
den Vorsitz übernommen.
| Amtszeit  | Name                          | Lebensdaten |
| --------- | ----------------------------- | ----------- |
| 1951–1960 | Heinrich Hammer               | 1891–1972   |
| 1960–1976 | Theo Spreter von Kreudenstein | 1908–1992   |
| 1976–1990 | Wolfgang Hoppe                | 1923–2017   |
| 1990–2004 | Franz Härle                   | 1937–2022   |
| 2004–2024 | Matthias Kern                 | 1958–2025   |
| 2024–     | Christian Graetz              | 1976–       |

### Jahrespreis und Förderung der Forschung und des wissenschaftlichen Austausches
Die SHGZMK hatte es sich seit dem 25. Jubiläum zur Aufgabe gemacht, durch die Vergabe eines Jahrespreises für die beste eingereichte Arbeit des wissenschaftlichen Nachwuchses Impulse zu setzen, die vor allem das Bemühen um eine wissenschaftliche Breitenwirkung im Sinne der Deutschen Gesellschaft für Zahn-, Mund- und Kieferheilkunde signalisieren.
Zu den Aktivitäten der Gesellschaft gehört schließlich die in der Satzung verankerte Verpflichtung zur Förderung der Forschung. Die Gesellschaft ist dieser Verpflichtung nach Maßgabe ihrer finanziellen Möglichkeiten in folgendem Umfang nachgekommen. Seit der Gründung der Gesellschaft wurden umgerechnet über 90.000 Euro Fördergelder ausgezahlt.
Zu korrespondierenden Mitgliedern können Wissenschaftler des In- und Auslandes, die sich um die Zahn-, Mund- und Kieferheilkunde besonders verdient gemacht haben, ernannt werden. Bislang sind dies:
Karl Ballenberger, Basel, Knut Borglin, Malmö, Björn Hilding, Malmö, A. Ott, Bern, Sven Sellmann, Malmö und Frederico Singer, Meran (seit 1959) sowie Benedikt Maeglin, Basel, Yngve Ericson, Stockholm, Birger Nygaard-Östby, Oslo (seit 1967).
Personen, die sich besondere Verdienste um die Förderung der Schleswig-Holsteinischen Gesellschaft für Zahn-, Mund- und Kieferheilkunde erworben haben, können zu Ehrenmitgliedern ernannt werden. Dies sind bis heute: Georg Axhausen, Berlin (1954), Carl-Friedrich Hinrichsen, Kiel (1959), Karl Dohrn, Kiel (1962), Hans Gang, Rendsburg (1962), Heinrich Hammer, Kiel (1962), Theodor Thoring, Kiel (1962), Franz Klose, Kiel (1967), Theo Spreter von Kreudenstein (1976), Horst Bremer, Kiel (1990) und Matthias Kern, Kiel (2025).

## Jahrestagungen
| Nr. | Datum                      | Thema                                                                                      | Tagungsort                                         |
| --- | -------------------------- | ------------------------------------------------------------------------------------------ | -------------------------------------------------- |
| 78  | 7. Oktober 2028            | Implantate (Arbeitstitel)                                                                  | Max-Planck-Hörsaal des Physikzentrums der CAU Kiel |
| 77  | 2. Oktober 2027            | Mundschleimhauterkrankungen, Präkanzerosen und Tumoren                                     | Max-Planck-Hörsaal des Physikzentrums der CAU Kiel |
| 76  | 26. September 2026         | Prävention                                                                                 | Max-Planck-Hörsaal des Physikzentrums der CAU Kiel |
| 75  | 11. Oktober 2025           | Zahnmedizin - State of the Art (Jubiläumskongress 75 Jahre SHGZMK)                         | N.N.                                               |
| 74  | 28. September 2024         | Minimal invasive Therapien in der Prothetik - oder warum weniger mehr sein kann            | Max-Planck-Hörsaal des Physikzentrums der CAU Kiel |
| 73  | 7. Oktober 2023[veraltet]  | Risikopatienten – Risikoeingriffe                                                          | Max-Planck-Hörsaal des Physikzentrums der CAU Kiel |
| 72  | 29. Oktober 2022[veraltet] | Parodontitis und Periimplantitis                                                           | Max-Planck-Hörsaal des Physikzentrums der CAU Kiel |
| 71  | 23. Oktober 2021           | Karies und nicht kariöse Zahnhartsubstanzdefekte                                           | online                                             |
| 70  | 24. Oktober 2020           | Zahnmedizin 2020 – Standortbestimmung und Perspektiven (Jubiläumskongress 70 Jahre SHGZMK) | online                                             |
| 69  | 26. Oktober 2019           | Digitale Zahnmedizin – Möglichkeiten und Grenzen                                           | Audimax der CAU Kiel                               |
| 68  | 27. Oktober 2018           | Versorgung des Lückengebisses – Bewährte und innovative Konzepte                           | Audimax der CAU Kiel                               |
| 67  | 4. November 2017           | Bewährung neuer Materialien und Methoden in der Zahnheilkunde                              | Audimax der CAU Kiel                               |
| 66  | 8. Oktober 2016            | Bakterien – Pilze – Viren. Mikroorganismen in der Zahnmedizin                              | Audimax der CAU Kiel                               |
| 65  | 10. Oktober 2015           | Praxis vs. Wissenschaft – wie viel Evidenz brauchen wir?                                   | Audimax der CAU Kiel                               |
| 64  | 1. November 2014           | Endodontie – Aus der Wissenschaft für die Praxis.                                          | Audimax der CAU Kiel                               |
| 63  | 26. Oktober 2013           | Alles digital? Neue Medien in der Zahnmedizin.                                             | Audimax der CAU Kiel                               |
| 62  | 27. Oktober 2012           | Fit in Alterszahnmedizin? – Eine Herausforderung für Ihre Praxis.                          | Audimax der CAU Kiel                               |
| 61  | 29. Oktober 2011           | Die Mundhöhle als Spiegel allgemeinmedizinischer Erkrankungen                              | Audimax der CAU Kiel                               |
| 60  | 30. Oktober 2010           | Ästhetik in der Zahn-, Mund- und Kieferheilkunde                                           | Audimax der CAU Kiel                               |
| 59  | 31. Oktober 2009           | Bewährte Konzepte und innovative Behandlungsstrategien in der Parodontologie               | Audimax der CAU Kiel                               |
| 58  | 1. November 2008           | Psychosomatische und somatopsychische Patienten in der zahnärztlichen Praxis               | Audimax der CAU Kiel                               |
| 57  | 6. Oktober 2007            | Präventive Zahnheilkunde                                                                   | Audimax der CAU Kiel                               |
| 56  | 7. Oktober 2006            | Adhäsive Zahnheilkunde                                                                     | Maritim Hotel Kiel                                 |
| 55  | 5. November 2005           | Präprothetische Chirurgie im Zeitalter der Implantologie                                   | Kieler Schloss                                     |
| 54  | 30. Oktober 2004           | Komplikationen in der klinischen Zahn-, Mund- und Kieferheilkunde                          | Audimax der CAU Kiel                               |
| 53  | 25. Oktober 2003           | Neue Technologien in der Zahn-, Mund- und Kieferheilkunde                                  | Audimax der CAU Kiel                               |
| 52  | 2. November 2002           | Aktuelle Aspekte der Einzelzahnversorgung                                                  | Audimax der CAU Kiel                               |
| 51  | 2001                       | Implantologie: Indikation, Suprakonstruktion, Ästhetik                                     | Audimax der CAU Kiel                               |

## Wissenschaftspreis
Zur Förderung des wissenschaftlichen Nachwuchses vergibt die Schleswig-Holsteinische Gesellschaft für Zahn-, Mund- und Kieferheilkunde jährlich einen Preis in Höhe von 750,- € für eine besondere wissenschaftliche Arbeit.

## Mitgliedschaft
Ordentliches Mitglied der Schleswig-Holsteinischen Gesellschaft für Zahn-, Mund- und Kieferheilkunde kann (gem. § 8 der Satzung der SHGZMK) jeder in Deutschland approbierte Zahnarzt und Arzt sowie jeder Wissenschaftler mit abgeschlossener Hochschulausbildung werden, der sich mit Problemen der Zahn-, Mund- und Kieferheilkunde befasst, werden.
Außerordentliches Mitglied kann jede in Deutschland approbierte Medizinalperson sowie der ausländische Zahnarzt oder Arzt werden, dessen Approbation der deutschen gleichgestellt ist.
Zu korrespondierenden Mitgliedern können vom Vorsitzenden im Einvernehmen mit dem Vorstand anerkannte, um die Zahn-, Mund- und Kieferheilkunde besonders verdiente, wissenschaftlich hervorragende Personen des In- und Auslandes ernannt werden.
Zu Ehrenmitgliedern können Personen des In- und Auslandes von dem Vorsitzenden im Einvernehmen mit dem Vorstand ernannt werden, die sich durch ganz besondere Verdienste um die Förderung der Zahn-, Mund- und Kieferheilkunde ausgezeichnet oder der Schleswig-Holsteinischen Gesellschaft für Zahn-, Mund- und Kieferheilkunde besonders wertvolle Dienste geleistet haben.